# Бердичів (енергетичне судно)
«Бердичів» — енергетичне судно проекту 440 Військово-Морських Сил України. Бортовий номер U813. Корабель був названий на честь міста Бердичів.

## Історія
Для забезпечення електроенергією кораблів, підводних човнів і судів ВМФ СРСР з метою збільшення їх моторесурсу в необладнаних пунктах базування в Радянському Союзі будувалися спеціальні допоміжні кораблі проекту 440 несамохідні судна зі спрощеними обводами корпусу будувалися в Миколаєві на СЗ «Океан» в період з 1961 по 1968 роки. Всього за даним проектом було побудовано 6 одиниць. Енергетичне судно «ЕНС-5» було закладено 18 лютого 1966 року в Миколаєві на СЗ «Океан» (заводський №443), 28 вересня 1966 року судно увійшло до складу Чорноморського флоту. Судно базувалося в Очакові. 10 січня 1996 року судно було передано Україні та введено до складу Військово-Морських Сил України в 1997 році з перейменуванням в «Бердичів» (бортовий номер U813). 30 листопада 2004 року було виключено зі складу ВМСУ, і в 2005 році продано приватній фірмі. Забрано буксиром в Альяга (Туреччина), та розібрано на метал.